# ヴィン・サント

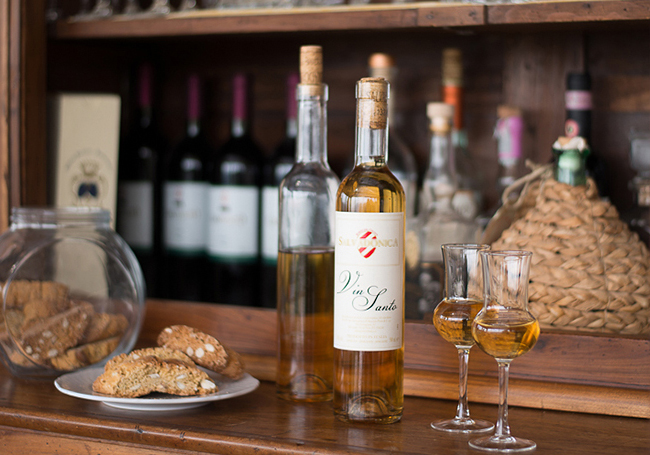
ヴィン・サント)

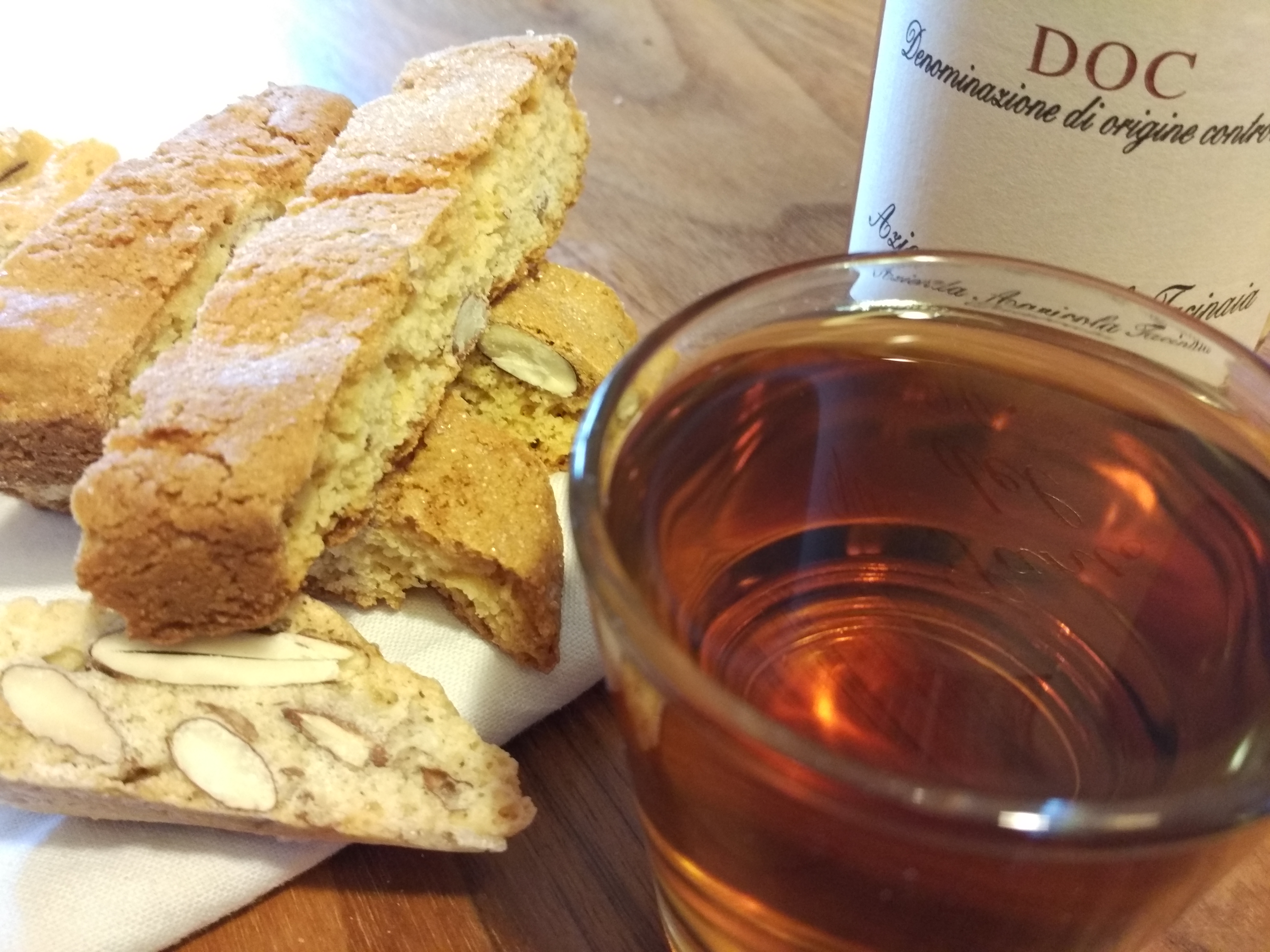
特有の琥珀色をしたヴィン・サントのグラスとビスコッティ(カントゥチーニ)

ヴィン・サント (Vin Santo) もしくはヴィーノ・サント (Vino Santo) は、「聖なるワイン」を意味するイタリアのデザートワインの一種である。トスカーナ州では伝統的なもので、トレッビアーノやマルヴァジーアといった白ブドウ品種から作られることが多いが、サンジョヴェーゼを使って「オッキオ・ディ・ペルニーチェ (Occhio di Pernice、「鷓鴣の目」の意) 」の名で知られるロゼタイプのワインを作ることもある。屋内の暖かく通気の良い場所において、麦藁の筵上で収穫したてのブドウを乾燥させて作ることがしばしばあるため、ストローワインとして扱われることもある (とはいえ、生産者によっては屋内の棚に吊るしてブドウを乾燥させるところもある) 。分類上はデザートワインとなっているが、ヴィン・サントの甘味度はさまざまで、シェリーのフィノのような極辛口のものから極甘口のものまである。このワインの製法はトスカーナ発祥であると考えられているものの、ヴィン・サントの実例はイタリア各地にみられ、複数の原産地統制呼称 (D.O.C.) および地域特性表示 (I.G.T.) 認定ワインの正式な製法となっている。

## 名称の由来

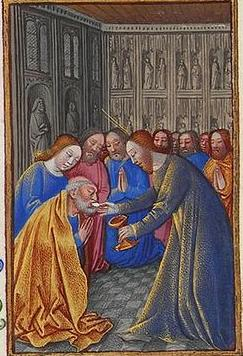
「ヴィン・サント」の名称の由来としてもっとも有力なのは、聖餐 (聖体の秘跡) で使用されたこととの関連ではないか、というものである。

乾燥させたブドウからワインを作る製法は、ワイン自体の歴史とほぼ同じくらい長年にわたって広まっており、イタリアにおいてこの方式のワインがどのようにして「聖なるワイン」、ヴィン・サントという特有の名称と結びつけられるようになったのかについては、数多くの説が存在する。もっとも有力な起源としては、甘口のワインを選ぶことの多いカトリック教会のミサにおいて、このワインが使用されてきた歴史があることが挙げられる。もっとも古い「ヴィンサント (vinsanto) 」への言及のひとつは、ルネサンス期のフィレンツェのワイン商の販売記録に残っており、彼らはこの濃醇な甘口ワインをローマなどに広く販売していた。やがて「ヴィンサント」という言葉は、イタリアの他地域で生産されたこの方式のワインをもまとめて指すような名称になっていった。ギリシャのサントリーニ島がオスマン帝国の支配下に入ると、トルコ人の統治者たちは乾燥させたブドウから作られた甘口ワインをこの島で生産するよう奨励した。その後数世紀にわたって、このワインはヴィン・サント (Vin Santo) の名で知られるようになり、ロシア各地に輸出され、同国ではロシア正教会の聖体礼儀でもっとも使用されるワインとなった。
別の説としては、サントリーニ島がヴェネツィアの支配下にあった当時、同島から輸送された積荷には送り元を示すために「サント (Santo) 」の表記が使われ、中身を示すために「ヴィン (Vin) 」の表記が使われていたため、「ヴィンサント (Vinsanto) 」という言葉が生まれた、といわれている。
名称の由来については同様に出所の怪しい逸話がほかにもあり、それによると、14世紀のシエナ出身の修道士がミサで余ったこのワインを使って病人を治療していたことから、その名が付いたという。この奇跡のような治療行為がサント (santo) 、つまり「聖なる」ワインと結び付けられ、「ヴィン・サント (Vin Santo) 」の名称が生まれたとする主張である。 もうひとつの15世紀の逸話では、東方正教会の府主教であったバシレイオス・ベッサリオン (のちのコンスタンティノポリス総大司教ヨハンネス・ベッサリオン) が関わっている。言い伝えによると、1439年のフィレンツェ公会議において、ヴィン・プレット (Vin Pretto、純粋なるワインの意) と呼ばれる地元フィレンツェのワインが供された。このワインを飲んでみて、ベッサリオンはトラキアの有名なストローワインのことを言いたかったのか、クサントス (Xanthos) のようだと述べたといわれている（彼はワインが「黄色い」 (Xhantho, ギリシア語: ξανθό) と評したのだとする説もある) 。地元フィレンツェの人びとは、彼がそのワインを「聖なる」 (Santo) と評しているのだと思い、それに倣ってこのワインを「聖なるワイン」と称し売り出し始めたという。これ以外にも、万聖節のあたりに発酵を開始し、復活節に瓶詰めする伝統との関連によって付いた名称とする説もよく引き合いに出される。

## 製法

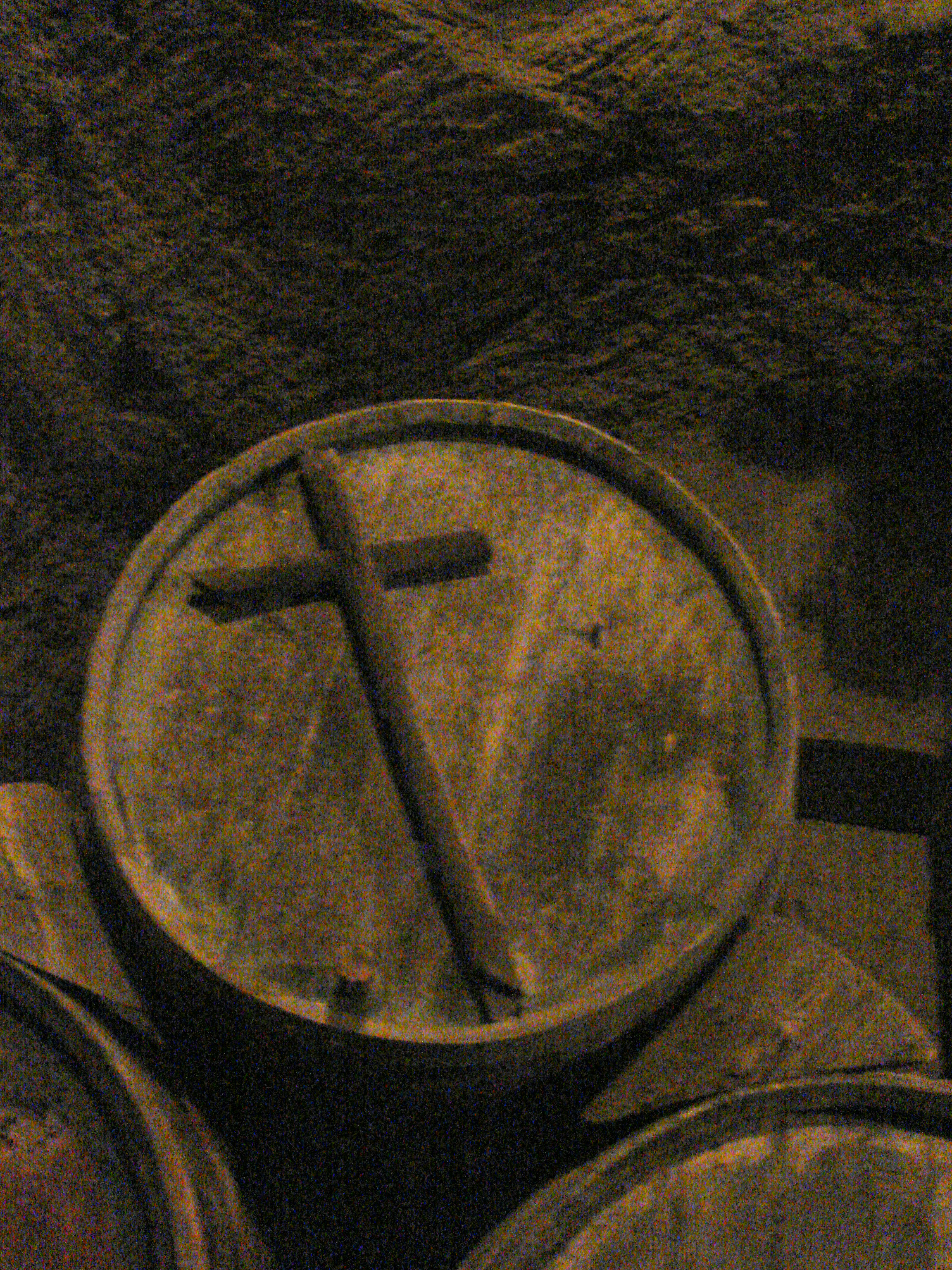
ヴィン・サントの熟成に用いる樽には、十字架の印が付けられることが多い。

ヴィン・サント用のブドウは、9月もしくは10月の収穫後に麦藁の筵上に寝かせるが、垂木や階段の下に吊るすことも多い。ブドウは暖かく通気の良い部屋に入れておき、果実内の水分を蒸発させる。この乾燥の過程によって果実内の糖分はより凝縮される。ブドウを乾燥させて水分を抜く時間が長いほど、その結果できるワインの残糖度は高くなる。作りたいワインのタイプに合わせて、ブドウ果実を破砕することもあれば、発酵過程を数週間で開始したり3月下旬になってようやく開始したりすることもある。生産者によってはマドレ (madre) の名で知られるスターターの酵母を用いるところもあり、マドレには過去の製造年の完成したヴィン・サントが少量使われる場合がある。この以前作られたワインを加えることによって、発酵過程の急速な開始を促進するだけでなく、ワインに複雑さをもたらすとも考えられている。
発酵を経たあとは、ワインを小型のオーク樽で熟成させる。D.O.C.認定地域の多くでは、3年以上の熟成が必要とされているが、生産者によっては5年から10年熟成させることも珍しくない。伝統的な製法の場合は、樽はオークではなく栗となり、樽由来のタンニンが高くなる要因となっていたほか、多孔性の材質のため樽内での過剰な水分蒸発を助長していた。上記と同じ伝統的なワイン醸造法だと、アレッジ (空槽容積) が樽内に生じ、酸化が起きていた。それによってこのワインに特徴的な琥珀色が生まれるのだが、同時に劣化したワインの特徴とされることのある風味や特性も伴っていたのである。20世紀末ごろになると、樽にワインを注ぎ足してアレッジの空間を満たすことを行なわない伝統製法は続けながら、オーク樽に切り替え始める生産者が増えた。この場合でもなお天使の取り分によっていくらかの酸化が起きてしまうが、歴史的に行なわれていた製法ほどひどくはならない。また、近代的なワイン醸造技術では温度管理もよりいっそう求められ、一定の室温でワインを寝かせておくことで、このワインの風味は以前より生き生きしたものになり、劣化が少なくなった。
生産者によってはクリやネズ、サクラなどオーク以外の樽を使っているところも依然としてあり、異なる樹種の樽で熟成されたヴィン・サントを一緒くたにブレンドすることさえある。この手法は、ワインにより多くの複雑味の層をもたせることができる可能性があり、エミリア＝ロマーニャ州の酢生産者が酢に複雑味を与えるためさまざまな樹種の樽を用いるやり方と非常に似通っている。それに失敗した場合、もしワインの酸化が進みすぎたり生産者の望んだ方向に熟成しなかったときは、一部のヴィン・サントはわざと酢に転用され、料理市場において非常に魅力的な商品となる。

## ワインの特徴

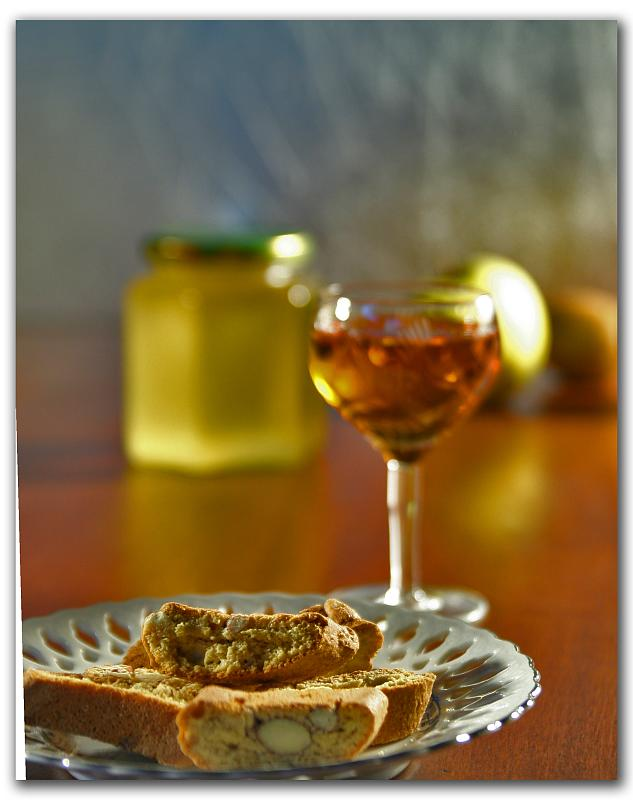
伝統的に、ヴィン・サントはビスコッティとともに出され、このワインにビスコッティを浸して食べる。

ヴィン・サントのタイプや色、甘さ、品質は、このワインを作るのに用いられるブドウの品種や生産方法によって大きく変わることがある。トスカーナ州のトレッビアーノやマルヴァジーアといった白ブドウがもっとも広く使用されており、黒ブドウ品種 (サンジョヴェーゼなど) はロゼタイプのワインの生産に使用されることがある。黒ブドウ品種が用いられる場合、そのワインにはオッキオ・ディ・ペルニーチェと表記されることが多いが、この呼称はイタリアの複数の地域でD.O.C.の種別になっている。ヴィン・サントはいかなるタイプの甘味度にも合わせて作ることができ、シェリーのフィノに匹敵するといってよいくらいの極辛口からフランス・ドイツの貴腐ワインと肩を並べるほどの極甘口まである。ポートのように、発酵中にブドウを原料とする蒸留酒を加えて酒精強化することさえある。こうした酒精強化タイプのものは通常ヴィン・サント・リクオローゾ (Vin Santo Liquoroso) と表記される。
ヴィン・サントの色味は明るめの琥珀色から暗めの琥珀色までさまざまであり、ネオンオレンジ色のものさえある。ヴィン・サントに特徴的な風味としては、ナッツもしくはレーズンを基調にしてハチミツやクリームのような感じが入ることが多い。イタリアでは伝統的にビスコッティとともに供され、ビスコッティはこのワインに浸して食べる。

## ワイン生産地域
20世紀の大半のあいだ、イタリアのワイン当局は多種類にわたるこのワインを分類することがなかなかできず、ヴィン・サントは基本等級のヴィノ・ダ・ターヴォラとして販売されることが多かった。今日では、イタリアの主要なワイン生産地域のほとんどは、地元で生産されたヴィン・サント用のD.O.C.を有している。この製法のワインは、従来トスカーナ州と結び付いたものとされているが、イタリア全土から世界各地のワイン市場において、同様の特徴のワインが見受けられる。トレンティーノでは、ノジオーラ種で作ったストローワインが一般的で、ヴィノ・サント (Vino Santo) と表記されている。トレンティーノ産とトスカーナ産との顕著な違いは、トレンティーノ産のワインのほうが、定期的に「注ぎ足し」を行なってアレッジ (空槽容積) の増大を防ぐため、通常酸化の度合いが低くなる点である。

### トスカーナ州のD.O.C.認定ワイン

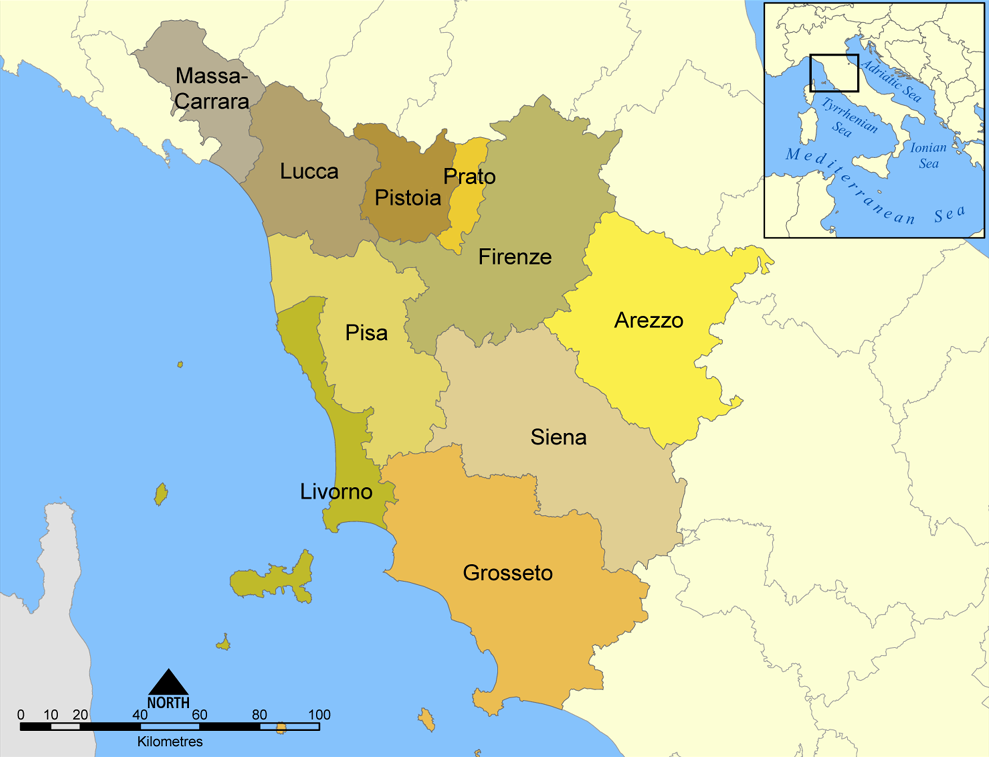
ヴィン・サントはイタリア各地で生産されているが、生産のほとんどはトスカーナ州で行なわれている。

以下に挙げるのは、ヴィン・サントタイプのワインの生産が認められているトスカーナ州内のD.O.C.認定地区 (の一部) である。
- ビアンコ・デッレ・エンポレーゼ DOC (Bianco dell'Empolese DOC) [9] - アルノ川流域、エンポリ市街の近辺に位置する。アルコール度数は11%以上、ブドウの比率はトレッビアーノ・トスカーノを60%以上にしなくてはならず、残りの最大40%分は地元産の白ブドウ品種 (ただしモスカート・ビアンコを除く) を使用する。このワインは、市場に出荷できるようになるまでに、3年以上熟成しなければならない[10][11]。
- サン・トルペ DOC (San Torpè DOC) [12] - ピサ県の山あいの平地部に位置する。アルコール度数は16%以上、ブドウの比率はトレッビアーノ・トスカーノとマルヴァジーア・ビアンカ・ルンガを単体もしくは混醸で50%以上使用しなければならず、残りの最大50%分は地元産の白ブドウ品種を用いる。出荷できるようになるまでに、3年以上 (リゼルヴァの場合は4年以上) 木樽で熟成しなければならない[13][14]。
- ヴァルディニエヴォーレ DOC (Valdinievole DOC) [15] - モンテカティーニ・テルメやペーシャといったコムーネの近辺に位置する。アルコール度数は17%以上、ブドウの比率はトレッビアーノ・トスカーノを70%以上にしなくてはならない。残りの最大30%分は地元産の白ブドウ品種を使用する。出荷できるようになるまでに、3年以上木樽で熟成しなければならない[16][17]。
- コルトーナ DOC (Cortona DOC) - ウンブリア州との州境地帯にあるコルトーナの街近辺に位置する。通常タイプのヴィン・サントとオッキオ・ディ・ペルニーチェタイプの両方が、このD.O.C.認定地区で認められている。通常タイプのヴィン・サントの場合、アルコール度数は11%以上、ブドウの比率はトレッビアーノ・トスカーノ、グレケット（英語版）、マルヴァジーア・ビアンカを単体もしくは混醸で70%以上使用しなくてはならない。また、残りの最大30%分は (赤ワインではなく) 白ワインにしたサンジョヴェーゼを使用する。出荷できるようになるまでに3年以上 (うち木樽で33か月以上、ボトルで3か月以上) 、リゼルヴァを名乗るためには5年以上 (うち木樽で4年半以上、ボトルで6か月以上) 熟成させなければならない。オッキオ・ディ・ペルニーチェの場合、ブドウの比率はサンジョヴェーゼ、マルヴァジーア・ネーラを単体もしくは混醸で100%使用しなければならない。コルトーナ DOCで作られるこのタイプのワインにかかる熟成期間は、あらゆるタイプのヴィン・サントのなかでも最長であり、出荷できるようになるまでに8年以上 (うち木樽で7年半以上、ボトルで6か月以上) を必要とする[18][19]。
- モンテレジョ・ディ・マッサ・マリッティマ DOC (Monteregio di Massa Marittima DOC) - トスカーナ州の最北西に位置するこの地域は、国際的にもっとも知名度の高いトスカーナのヴィン・サント生産地域のひとつである。数種類のヴィン・サントが認められており、オッキオ・ディ・ペルニーチェやアマービレ (Amabile) と呼ばれる中甘口タイプなどがある[10]。通常およびアマービレタイプののヴィン・サントの場合、アルコール度数は12%以上、ブドウの比率はトレッビアーノ・トスカーノ、ヴェルメンティーノを単体もしくは混醸で50%以上使用しなければいけない。残りの最大50%分は、地元産の白ブドウ品種を使用する。出荷できるようになるまでに約2年以上、リゼルヴァの表記を許されるには3年半以上熟成させなくてはならない。オッキオ・ディ・ペルニーチェの場合、アルコール度数は14%以上、ブドウの比率はサンジョヴェーゼを50%以上使用しなければいけない。残りの最大50%分は、地元産の黒ブドウ品種を使用する。出荷できるようになるまでに、30か月以上木樽で熟成しなければならない[20][21]。
- モンテスクダイオ DOC (Montescudaio DOC) - ピサ県ヴォルテッラの市街周辺に位置する。アルコール度数は16%以上、ブドウの比率はトレッビアーノ・トスカーノを50%以上使用しなければいけない。残りの最大50%分は、地元産の白ブドウ品種を使用する。出荷できるようになるまでに、4年以上 (うちボトルで1年以上) 熟成しなければならない[22][23]。
- ポミーノ DOC (Pomino DOC) - フィレンツェ県のコムーネ、ルーフィナの一帯に位置する。赤白両タイプのヴィン・サントが生産されており、甘味度の種別もセッコ (辛口) からアマービレ (中甘口) 、ドルチェ (甘口) までさまざまである。いずれもアルコール度数は15.5%以上ある。白の場合、ピノ・ビアンコ、ピノ・グリージョ、シャルドネ、トレッビアーノのなかから単体もしくは混醸で70%以上使用しなくてはならない。残りの最大30%分は、地元産の白ブドウ品種を使用する。オッキオ・ディ・ペルニーチェの場合、サンジョヴェーゼを50%以上使用せねばならず、残りの最大50%分には、ピノ・ネロおよびメルロのなかから単体もしくは混醸で最大50%まで使用することが認められている。また、それ以外の地元産黒ブドウ品種も最大25%まで使用することができる。赤白いずれの場合も、出荷できるようになるまでに3年以上木樽で熟成しなければならない[24][25]。
- サン・ジミニャーノ DOC (San Gimignano DOC) - このD.O.C.の該当地域は、D.O.C.G.認定ワインのヴェルナッチャ・ディ・サン・ジミニャーノのものと重複する。通常のヴィン・サントもオッキオ・ディ・ペルニーチェも、アルコール度数は14.5%以上なければならない。通常のヴィン・サントの場合、ブドウの比率はトレッビアーノ・トスカーノを30%以上使用しなければいけないほか、マルヴァジーア・デル・キアンティは最大50%まで、ヴェルナッチャ・ディ・サンジミニャーノは最大20%まで使用することができる。地元産の白ブドウ品種は最大10%まで使用が認められている。オッキオ・ディ・ペルニーチェの場合、ブドウの比率はサンジョヴェーゼを50%以上使用しなければならず、残りの最大50%分には、それ以外の地元産の黒ブドウ品種を使用する。いずれのタイプのものも、出荷できるようになるまでに、木樽で3年以上熟成する必要がある[26][27]。
- サンタンティモ DOC (Sant'Ántimo DOC) - このD.O.C.の該当地域は、D.O.C.G.認定ワインのブルネッロ・ディ・モンタルチーノ（英語版）のものと重複する。通常タイプのヴィン・サント (リゼルヴァを含む) の場合、アルコール度数はセッコ (辛口) であれば14%以上、アマービレ (中甘口) であれば13%以上が必要である。ブドウの比率はトレッビアーノ・トスカーノとマルヴァジーア・ビアンカ・ルンガを単体もしくは混醸で70%以上使用しなければならず、残りの最大30%分には、それ以外の地元産のブドウ品種を使用する。オッキオ・ディ・ペルニーチェ (リゼルヴァを含む) の場合、アルコール度数は14%以上が必要である。ブドウの比率はサンジョヴェーゼを50-70%、マルヴァジーア・ネーラを30-50%使用しなければならず、それ以外の地元産の黒ブドウ品種は最大30%まで使用が認められている[28]。通常とオッキオ・ディ・ペルニーチェ両タイプとも、出荷できるようになるまでに木樽で約3年以上熟成しなければならない。約4年以上の熟成期間を経たワインには、リゼルヴァの表記が認められる[10][29][30]。
- ヴァル・ダルビア DOC (Val d'Arbia DOC) - このD.O.C.の範囲はキャンティ地方の一部を含み、シエナ県にまで及ぶ。アルコール度数は12%以上、ブドウの比率はトレッビアーノ・トスカーノとマルヴァジーアを単体もしくは混醸で50%以上使用しなければならない。残りの最大50%分には、それ以外の地元産の白ブドウ品種を使用する。出荷できるようになるまでに、木樽で約3年以上、リゼルヴァの表記を得るためには約4年以上熟成しなければならない[31][32]。
- ヴィン・サント・ディ・カルミニャーノ DOC (Vin Santo di Carmignano DOC) [33] - フィレンツェ市街の西に位置し、カルミニャーノ DOCGおよびバルコ・レアーレ・ディ・カルミニャーノ DOCと範囲が重複している。通常のヴィン・サントとオッキオ・ディ・ペルニーチェの2タイプが生産されており、どちらもアルコール度数は13%以上が必要である。通常タイプの場合、ブドウの比率はマルヴァジーア・ビアンカとトレッビアーノ・トスカーノを単体もしくは混醸で75%以上使用しなければならず、残りの最大25%分には、地元産の白ブドウ品種を用いる。オッキオ・ディ・ペルニーチェの場合、ブドウの比率はサンジョヴェーゼを50%以上使用せねばならず、残りの最大50%分には、地元産のブドウ品種を用いる。両タイプとも、出荷できるようになるまでに木樽で3年以上、リゼルヴァの表記を得るには木樽で4年以上熟成しなければならない[34]。
- ヴィン・サント・ディ・モンテプルチャーノ DOC (Vin Santo di Montepulciano DOC) - サンタンティモ DOCと似て、このD.O.C.の該当地域はヴィーノ・ノービレ・ディ・モンテプルチャーノ（英語版） DOCGのものと重複しているが、ワイン生産にかかわる規定はサンタンティモとは異なる。白のヴィン・サントのブドウの比率は、グレケット (現地名プルチンクーロ (Pulcinculo) ) 、トレッビアーノ・トスカーノ、マルヴァジーア・ビアンカのなかから単体もしくは混醸で70%以上使用しなくてはならず、残りの最大30%分には、それ以外の地元産の白ブドウ品種を使用する。出荷できるようになるまでに、木樽で3年以上熟成しなければならない。5年以上の熟成期間を経たワインには、リゼルヴァの表記が認められる。オッキオ・ディ・ペルニーチェの場合、ブドウの比率はサンジョヴェーゼ (現地名モンテプルチャーノ・プルニョーロ・ジェンティーレ (Montepulciano Prugnolo Gentile) ) を50%以上使用しなければならず、残りの最大50%分には、それ以外の地元産のブドウ品種を使用する。出荷できるようになるまでに、木樽で6年以上熟成しなければならない[35][36][37]。

### キャンティのD.O.C.認定ワイン

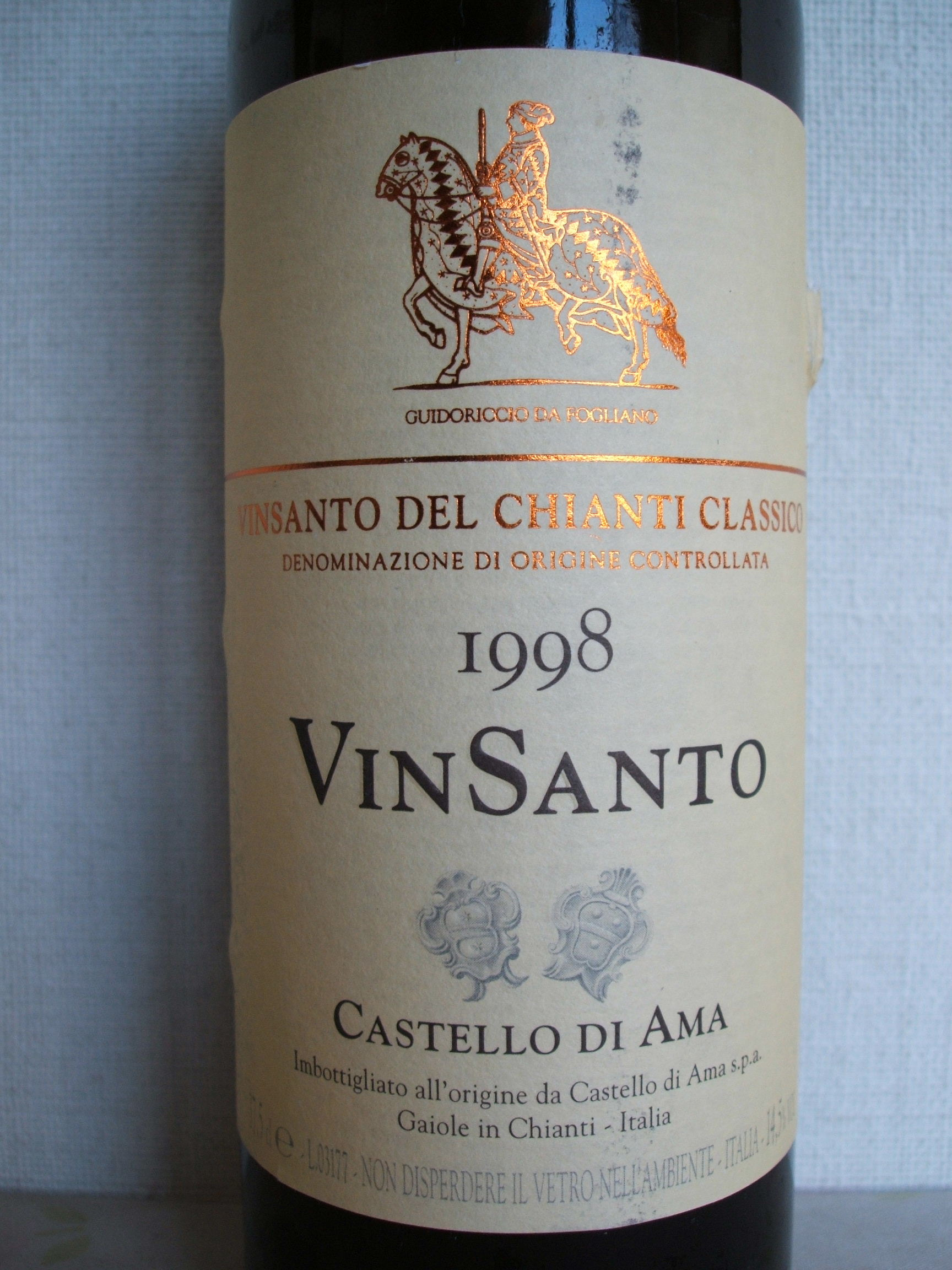
有名な生産者カステッロ・ディ・アマ (Castello di Ama) によるヴィン・サント・デル・キャンティ・クラッシコ DOCのボトル

キャンティ地区には、ヴィン・サントの生産を行なっているD.O.C.認定地区が3か所存在する。
- ヴィン・サント・デル・キャンティ DOC (Vin Santo del Chianti DOC) - 範囲はキャンティ地区全体と重なっており、トスカーナ州で生産されるヴィン・サントのほぼすべてのタイプが存在する。世界のワイン市場で販売されているヴィン・サントのほとんどは、このD.O.C.認証を受けて作られたものである。キャンティの赤ワインと同様、複数の地域がワインの表記に下位区分地区の名を入れることを認められている。これらに入るのは、ルーフィナ、モンタルバーノ、コッリ・フィオレンティーニ (フィレンツェ周辺) 、コッリーネ・アレティーニ (アレッツォ周辺) 、コッリ・セネージ (シエナ周辺) 、コッリーネ・ピサーネ (ピサ周辺) 、モンテスペルトリである。白のヴィン・サントの場合、アルコール度数は13%以上、ブドウの比率はトレッビアーノ・トスカーノとマルヴァジーア・ビアンカ・ルンガを単体もしくは混醸で70%以上使用しなければならず、残りの最大30%分には、地元産のブドウ品種を使用する。オッキオ・ディ・ペルニーチェタイプの場合、アルコール度数は14%以上、ブドウの比率はサンジョヴェーゼを50%以上使用しなければならず、残りの最大50%分には、地元産のブドウ品種を使用する。両タイプとも、出荷できるようになるまでに、木樽で約3年以上熟成しなければならず、リゼルヴァの表記を得るためには木樽で約4年以上熟成しなければならない[10][38][39]。
- ヴィン・サント・デル・キャンティ・クラッシコ DOC (Vin Santo del Chianti Classico DOC) - このD.O.C.認定地区は、キャンティ・クラッシコ DOCGのものと重複する。通常のヴィン・サントとオッキオ・ディ・ペルニーチェの2種別があり、いずれもアルコール度数は12%以上必要で、出荷できるようになるまでには約3年以上 (うち小型の木樽で2年以上) 熟成しなければならない。通常タイプの場合、ブドウの比率はマルヴァジーア・ビアンカ・ルンガ (現地名マルヴァジーア・デル・キャンティ) とトレッビアーノ・トスカーノを単体もしくは混醸で60%以上使用しなければならず、残りの最大40%分には、地元産のブドウ品種を使用する。オッキオ・ディ・ペルニーチェの場合、ブドウの比率はサンジョヴェーゼを80%以上使用しなければならず、残りの最大20%分には、地元産のブドウ品種を使用する[40][41]。

- コッリ・デッレトルリア・チェントラーレ DOC (Colli dell'Etruria Centrale DOC) - 地理的にはキャンティ地区と同一の領域に属しているこのD.O.C.は、等級がヴィノ・ダ・ターヴォラ (VdT、テーブルワイン相当) 扱いになってしまうような、従来と異なるタイプのワインに用意された「雑多な」呼称である[10]。コッリ・デッレトルリア・チェントラーレ DOCの認証を受けて作られるヴィン・サントには、通常のヴィン・サントとオッキオ・ディ・ペルニーチェのほかに、甘味度に応じてセッコ (辛口) 、アッボカート (Abboccato、薄甘口) 、アマービレ (中甘口) 、ドルチェ (Dolce、甘口) の区別がある。通常タイプのヴィン・サントの場合、アルコール度数は13%以上、ブドウの比率はトレッビアーノ・トスカーノとマルヴァジーア・ビアンカ・ルンガを単体もしくは混醸で70%以上使用せねばならず、残りの最大30%分は地元産のブドウ品種を使用する。オッキオ・ディ・ペルニーチェの場合、アルコール度数は14%以上、ブドウの比率はサンジョヴェーゼを50%以上使用せねばならず、残りの最大50%分は地元産のブドウ品種を使用する。赤白両タイプとも、出荷できるようになるまでに、木樽で約3年以上、リゼルヴァの表記を得るには木樽で約4年以上熟成しなくてはならない[42][43]。

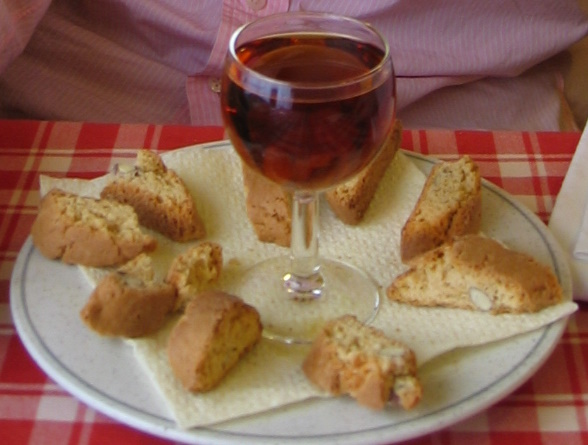
ヴィン・サントはデザート、一般的には伝統的なビスコッティとともに供される。

### その他のD.O.C.認定ワイン
- テッレ・ディ・オッフィーダ DOC (Terre di Offida DOC) [44] - マルケ州南部、アスコリ・ピチェーノ県およびフェルモ県の海岸寄りの地域に位置する。ヴィン・サントのアルコール度数は13%以上なければならず、3年以上 (うち木樽で2年以上) 熟成してから出荷される。このワインにはパッセリーナ（英語版）を85%以上使用しなければならず、残りは地元産の白ブドウ品種を最大15%まで使用することが認められている[45][46]。
- トレンティーノ DOC (Trentino DOC) - トレント県中央部に広がる。(ヴィン・サントとは別の) ヴィノ・サントの生産が盛んな下位区分地区は、コムニタ・ディ・ヴァッレ (県独自の行政区画) でいうところのヴァッレ・デイ・ラーギにある。通常のヴィノ・サントと高級なスペリオーレのヴィノ・サントがあり、前者は6か月間風乾し貴腐が起きた状態のノジオーラ種を85%以上使用し、アルコール度数は10%以上なければならない。出荷までには約3年の熟成期間を要する。スペリオーレの場合、通常より1か月長く風乾したノジオーラ種を100%使用し、アルコール度数は11%以上なければならない。ほとんどの生産者はこのワインを7-10年熟成させるが、最低でも4年は熟成させる[47][48]。ヴィノ・サントはイタリアでもっとも名高いデザートワインのひとつとされる。